# Era Ludovisi

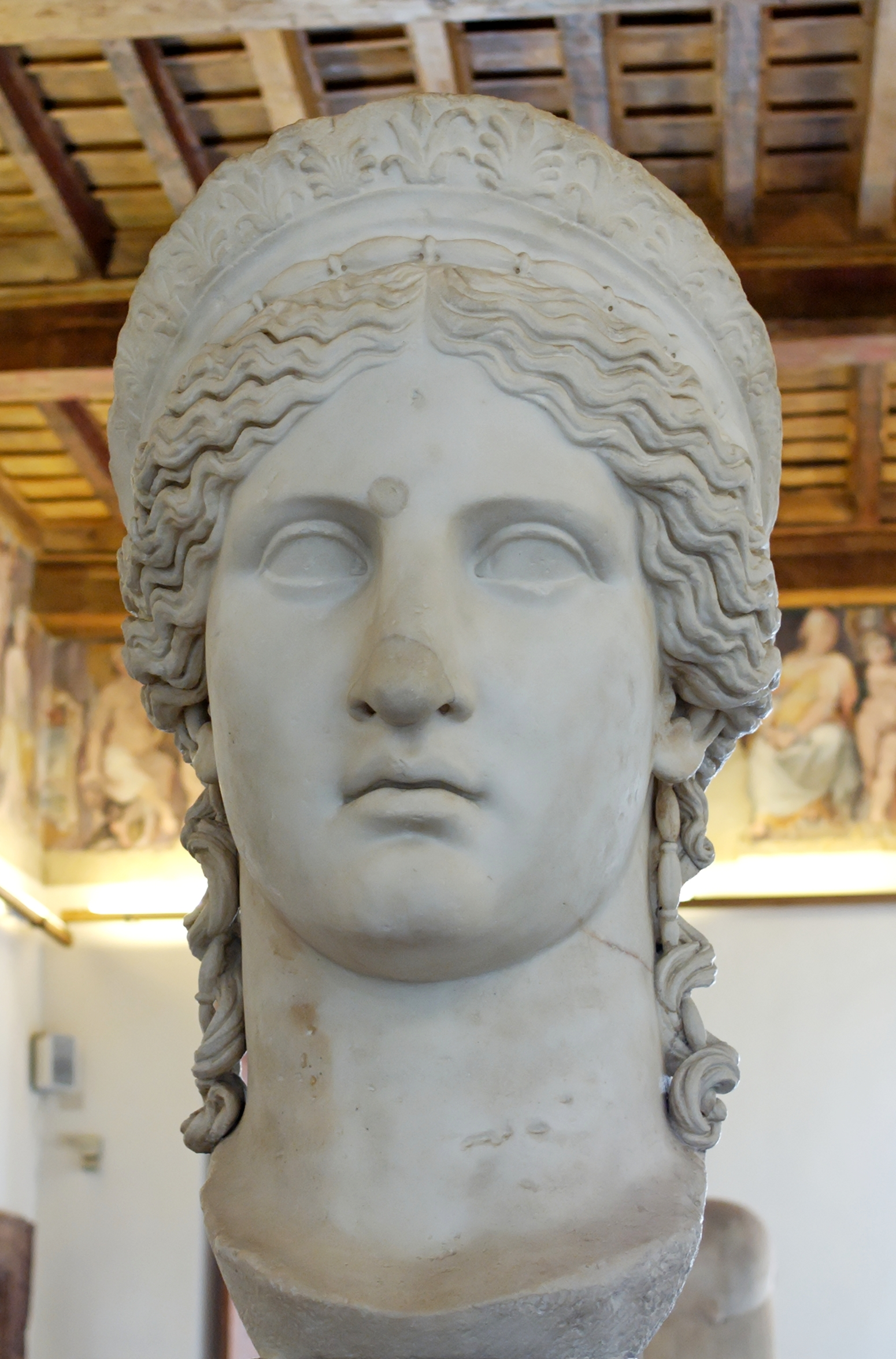
L'Era Ludovisi a palazzo Altemps

L'Era Ludovisi (o Giunone Ludovisi) è una testa femminile colossale in marmo pario  del I secolo d.C., esposta a nella sede di Palazzo Altemps del Museo Nazionale Romano a Roma.
La testa apparteneva ad un acrolito ed è interpretata come una raffigurazione della dea Era, e, più recentemente, come un ritratto di Antonia minore o anche di Livia con gli attributi di Giunone.

## Storia delle ricerche
La testa fu probabilmente rinvenuta a Roma e fece parte della collezione del cardinale Federico Cesi (1500-1565), dalla quale passò nel 1622 alla collezione del cardinale Ludovico Ludovisi (1595-1632). All'epoca fu identificata come parte di una colossale statua di culto della dea Era - Giunone.
Ebbe ampia fama nel Settecento, quando venne considerata un'incarnazione della bellezza ideale greca: la ammirarono o ne furono ispirati  Winckelmann (che la considerava la più bella testa di Giunone), Goethe (che ne tenne nella sua casa romana una riproduzione in gesso e la paragonava a un canto di Omero), Schiller (che la descrive come esempio di bellezza ideale) e von Humboldt.
Dalla fine dell'Ottocento si cominciò a dubitare dell'identificazione della testa con Giunone e si propose che potesse essere il ritratto di Antonia minore (36 a.C. - 37 d.C.), nipote di Augusto, nonna di Caligola e madre di Claudio, rappresentata come Giunone, probabilmente dopo la sua morte, oppure il ritratto di Livia, la moglie di Augusto.

## Descrizione
La testa è di dimensioni colossali e l'accolito al quale apparteneva doveva raggiungere, se la raffigurava in piedi, un'altezza di oltre 5 metri e mezzo. I lineamenti del viso sono idealizzati e poco personalizzati e il volto guarda direttamente l'osservatore. Il capo è coperto da un diadema decorato con palmette. La ricca acconciatura raccoglie i capelli sulla nuca, mentre delle ciocche di riccioli ricadono sulle spalle mescolandosi a delle bende sacerdotali.